# Friedrich Robert Faehlmann

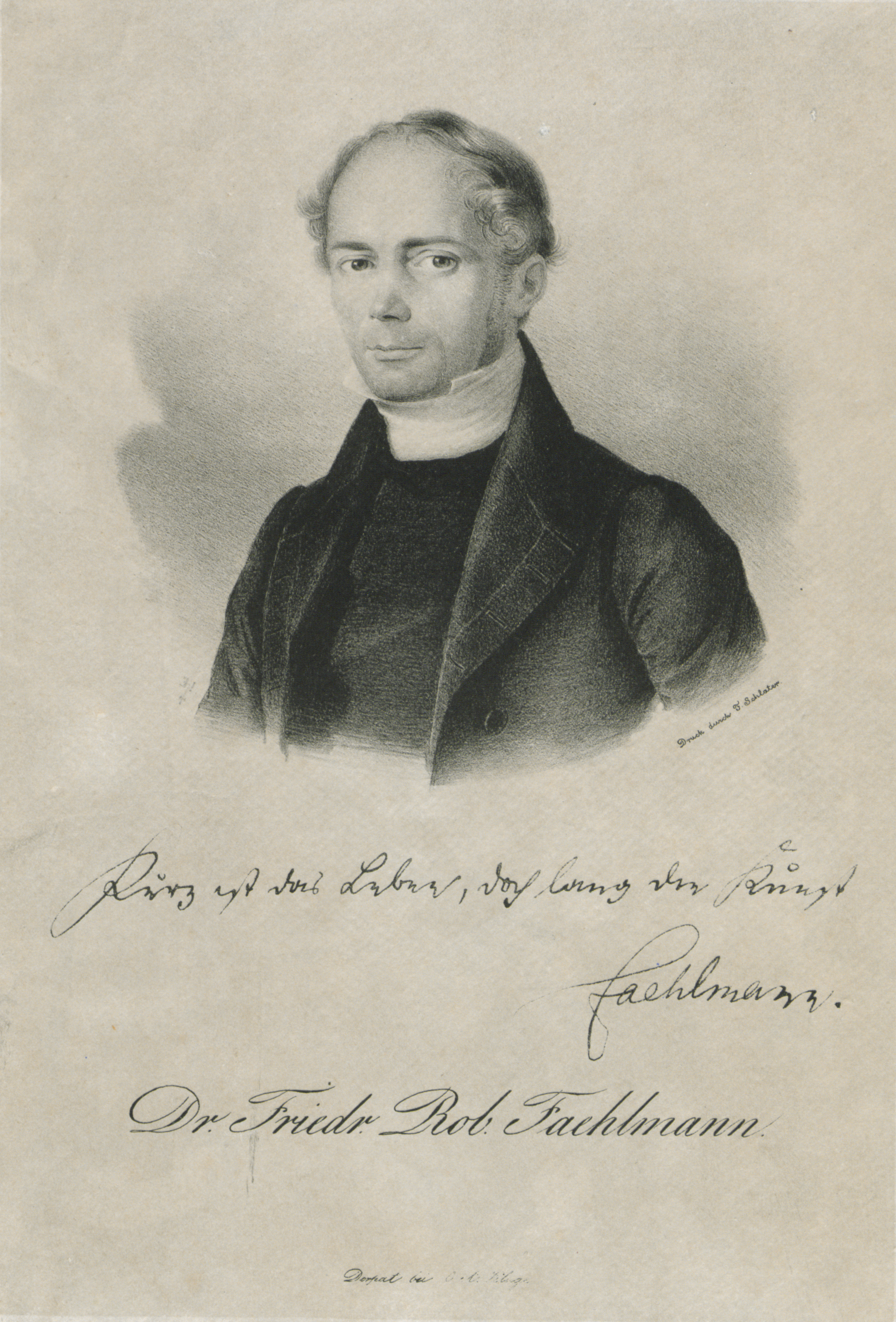
Friedrich R. Faehlmann

Friedrich Robert Faehlmann (Fählmann) (ur. 31 grudnia (20 grudnia) 1798; zm. 22 kwietnia (10 kwietnia) 1850) – estoński filolog. Razem z Alexanderem Friedrichem von Hueckiem i Dietrichem Hienrichem Jürgensonem założył, w 1838 r., najstarszą estońską organizację szkolną Estońskie Towarzystwo Naukowe (est. Õpetatud Eesti Selts), działające na Uniwersytecie w Tartu. Faehlmann działał na rzecz kultury estońskiej i zwrócił uwagę na estoński utwór ludowy Kalevipoeg, który po jego śmierci stał się narodowym eposem Estończyków, dzięki staraniom estońskiego pisarza Friedricha Reinholda Kreutzwalda.
Feahlmann został umieszczony na estońskim znaczku w 1998 r. oraz ma swój pomnik w Estonii.